# Parectopa geraniella
Parectopa geraniella är en fjärilsart som beskrevs av Braun 1935. Parectopa geraniella ingår i släktet Parectopa och familjen styltmalar. Inga underarter finns listade i Catalogue of Life.